# Harøyfjorden
Harøyfjorden er en fjord eller et farvand yderst i Romsdal i kommunerne Ålesund, Molde, Aukra og Hustadvika. Fjorden ligger mellem øerne Haramsøya, Flemsøya, Fjørtofta, Harøya, som fjorden er opkaldt efter, og Sandøy i nordvest og vest, og Dryna, Midøya, Otrøya og Gossa i sydøst og øst.
Harøyfjorden er bred, mellem 7 og 10 km, og relativt lavvandet; største dybde er 157 meter ud for  Dryna i syd. Den er en  indenskærs sejlrute som er beskyttet for  på begge sider. Ved indløbet mod nord ligger Flatflesa fyr.  
Fjorden har en længde på omkring 43 kilometer fra sydvest til nordøst forbi Gossa og til Bud på Hustadvika. Mellem øerne i vest går flere fjorde ind til Harøyfjorden, som Fjørtoftfjorden, Nogvafjorden og Longvafjorden. I øst går Frænfjorden mod øst  fra østsiden af Gossa, Grunnefjorden går mod øst mellem Gossa og Otterøya, mens Midtfjorden, den yderste del af Romsdalsfjorden går østover på sydsiden af Dryna
To færgeruter krydser fjorden. Det ene går mellem Fjørtofta, Flemsøya, Dryna og Brattvåg, mens den anden  går mellem Finnøya, Orta, Gossa, Ona og Sandøy.